# Apogonia padangensis
Apogonia padangensis är en skalbaggsart som beskrevs av Moser 1917. Apogonia padangensis ingår i släktet Apogonia och familjen Melolonthidae. Inga underarter finns listade i Catalogue of Life.